# Tomba etrusca dipinta
La Tomba etrusca dipinta è un sepolcro etrusco sito in località La Piantata nel territorio comunale di Arlena di Castro, in provincia di Viterbo nel Lazio.

## Descrizione
Il sepolcro, a camera unica, datato al IV secolo a.C., è stato scoperto nel 1982 su segnalazione degli abitanti della zona, anche se poi è risultato essere stato già violato dai cosiddetti tomaroli.
Tutta la volta del soffitto della tomba, come parte delle pareti, sono dipinti con il rosso e il nero; restano anche i disegni di due scudi, e un'iscrizione etrusca di difficile lettura; si ipotizza che fosse stato scritto caea: satnas, una formula onomastica femminile.